# Zbigniew Rybka
Zbigniew Piotr Rybka (ur. 26 czerwca 1958 w Głogowie) – polski polityk, samorządowiec, w latach 1998–2006 prezydent Głogowa.

## Życiorys
Jest magistrem sztuki, studiował na Wydziale Wiedzy o Teatrze w Państwowej Wyższej Szkole Teatralnej w Warszawie. W 1978 był instruktorem teatralnym w Gminnym Ośrodku Kultury w Nielubi. Później pracował jako instruktor, a następnie jako kierownik w osiedlowych klubach i domach kultury Spółdzielni Mieszkaniowej Nadodrze. Od 1991 do 1997 był dyrektorem Miejskiego Ośrodka Kultury w Głogowie (zainicjował wówczas Międzynarodowe Głogowskie Spotkania Jazzowe). W latach 1997–1998 pełnił funkcję pełnomocnika zarządu PPH Master ds. public relations. W 1998 był dyrektorem Wydziału Promocji, Kultury, Sportu i Turystyki Urzędu Wojewódzkiego w Legnicy. W 2008 został wykładowcą Państwowej Wyższej Szkoły Zawodowej w Głogowie.
W latach 1998–2006 przez dwie kadencje pełnił funkcję prezydenta miasta Głogowa, bez powodzenia ubiegał się o reelekcję. Należał do Unii Wolności, a następnie do Partii Demokratycznej, potem bezpartyjny. Bezskutecznie kandydował do Sejmu (w 2001 z listy UW), do Senatu (w 2007 z ramienia Lewicy i Demokratów), a także do sejmiku dolnośląskiego (w 2010 z listy Platformy Obywatelskiej).
W maju 2009 Sąd Rejonowy w Głogowie skazał go w pierwszej instancji na karę 5 tys. zł grzywny za przekroczenie uprawnień i narażenie gminy na straty przy m.in. rozliczaniu remontów. W styczniu 2009 Zbigniew Rybka został skazany na karę 4 tys. zł grzywny za rzekome niedopełnienie obowiązków i przekroczenie uprawnień przy prywatyzacji miejskiej spółki. Ostatecznie w lutym 2011 został prawomocnie uniewinniony od popełnienia zarzucanego mu czynu.
W 2014 Zbigniew Rybka z ramienia PO uzyskał mandat radnego powiatu głogowskiego. W tych samych wyborach bez powodzenia kandydował z własnego komitetu na prezydenta Głogowa (zajął 3. miejsce spośród 8 kandydatów). W 2018 ponownie został wybrany do rady powiatu.